# Corona de marqués

Corona de marqués.

La corona de marqués es la insignia o tocado representativo de este título nobiliario.
Está compuesta por un cerco de metal precioso y pedrería decorado con cuatro florones y cuatro ramos, compuestos por tres perlas cada uno. Florones y ramos están situados sobre puntas elaboradas con el mismo metal que la base. 
Los marqueses que ostentan la dignidad de Grandes de España timbran sus escudos con la corona ducal forrada de terciopelo rojo, propia de la grandeza.